# Ernst Julius Saupe
Ernst Julius Saupe, född den 2 februari 1809 i Gera, död där den 6 februari 1871, var en tysk litteraturhistoriker.
Saupe var lärare vid gymnasiet i sin hemstad. Hans mest kända arbeten är Schiller und sein väterliches Haus (1851), Die Schiller-Goetheschen Xenien (1852), Goethes und Schillers Balladen und Romanzen (1853), Goethes Faust (1856), Handbuch der poetischen literatur der Deutschen (3:e upplagan 1856), Gattungen der deutschen Dichtkunst (1863) och Shakespeares Leben (1867).